# Pic Longs
Le pic Longs, en anglais Longs Peak, est un sommet des Montagnes Rocheuses, situé à l'ouest des États-Unis (Front Range du Colorado).
D'abord appelé Les Deux Oreilles par des trappeurs français, le sommet est renommé Longs Peak en l'honneur du major Stephen D. Long.